# Dole, Rožek
Dole (nemško Duel) je naselje v Občini Rožek v Okraju Beljak-dežela na Koroškem v Avstriji.